# Монотония
Монотония (от др.-греч. μόνος «один, единый» и τόνος «напряжение») — это функциональное состояние сниженной работоспособности, возникающее в ситуациях однообразной работы с частым повторением стереотипных действий в обыденной внешней среде. Сопровождается переживаниями скуки, апатии, сонливостью и желанием сменить вид деятельности. Также характеризуется такими физиологическими и психологическими симптомами, как снижение тонуса, ослабление сознательного контроля, ухудшение внимания и памяти, стереотипизация действий.

## История изучения понятия

### Зарубежные авторы
Одно из первых упоминаний монотонии можно обнаружить в работах Г. Мюнстенберга. Мюнстерберг подчеркивал субъективный характер монотонии, полагая, что не существует как таковой «монотонной работы», существует только восприятие этой работы человеком. При изучении состояния людей, выполняющих монотонную деятельность канадский ученый В. Герон пришел к выводу о том, что для нормального существования человека необходимы постоянные изменения сенсорной среды. Г. Бартенверфер является сторонником психоэнергетической теории, в рамках которой психическая активность (психическое напряжение и объем внимания) рассматривается как основной фактор монотонии.

### Отечественные авторы
Отечественные ученые М. И. Виноградов и З. М. Золина объясняли монотонию с точки зрения идей Павлова, что длительное воздействие раздражителя на одни клетки приводит к их истощению и запускает механизм запредельного охранительного торможения. Е. П. Ильин определяет монотонию через возникновение «эмоционально-мотивационного вакуума» при условии однообразии рабочих операций или редких сенсорных стимулов.

## Отличия от других функциональных состояний
Помимо монотонии среди негативных видов функциональных состояний выделяются следующие группы: утомление, психическое пресыщение и стресс. При этом утомление является естественной реакцией, которая вызвана нарастанием напряжения при длительном выполнении работы, вне зависимости от её вида, в то время как монотония и пресыщение связаны со спецификой самой работы.
Однако монотония и пресыщение также значительно различаются между собой. В первую очередь это связано с поведенческим планом и субъективной представленностью этих состояний. Так, при монотонии субъект испытывает дремотное состояние, периодически «выключается» из процесса деятельности, в то время как при пресыщении развивается аффективный эмоциональный комплекс и человек предпринимает попытки разнообразить привычный стереотип выполняемых действий. В субъективном плане состояние монотонии выражается в апатии, безразличии к выполняемой деятельности, ощущении скуки. Состояние психического пресыщения имеет яркую эмоциональную окраску, выражается в остром неприятии деятельности, желании её прекратить.
Различия в динамике работоспособности разных негативных функциональных состояний представлены на графиках, приведенных ниже:

## СпецификаВПФпри монотонии
Под влиянием монотонии происходит затормаживание процессов восприятия, мышления и памяти. В плане восприятия при возникновении монотонии наступает так называемый «сенсорный голод», который характеризуется недостатком или однообразностью стимуляции. В итоге все процессы восприятия, внимания и мышления происходят специфичечким «скачкообразным» способом, то есть чередуются периоды потери сознательного контроля и его возвращения. Продуктивность деятельности без смены вида труда может восстанавливаться при значительном волевом усилии только на короткое время.

## Объективные признаки
Можно выделить некоторые объективные внешние признаки, по которым можно определить наличие состояния монотонии у человека. К таким признакам относятся Автоматизация» выполнения действий, резкое повышение количества ошибок, неконтролируемых действий, «ложных тревог», иллюзорных восприятий, изменяется частота сердечных сокращений, артериальное давление, дыхательные функции, снижаются энергозатраты, увеличивается время реагирования.

## Условия возникновения

### Среда
Монотония возникает в среде, которая характеризуется следующими признаками:
1. многократным повторением однообразных действий;
2. малой продолжительностью цикла трудовых движений;
3. недостатком элементов производственных операций;
4. содержательной простотой трудовых действий;
5. иногда высоким темпом работы;
6. пассивностью человека и ограниченным воздействием на мозг различных сигналов и раздражителей.[11]

Асеев выделяет пять основных производственных разновидностей работ, с которыми может быть связана монотония:
1. Выполнение индивидуальных производственных операций, характеризующихся простотой. Они выполняются ручным способом или с помощью несложных инструментов (примеры: упаковка. сортировка чая, конфет и т. д.)
2. Простые сборочные и монтажные операции, содержащее частичную обработку изделия. (пример: работа на конвейере)
3. Работа по обслуживания станков, машин и т. д. Включает действия по введению в машину деталей и извлечению изделия. (пример: штамповочный цех)
4. Простые операции связанные с длительным зрительным контролем за качеством продукции, выпускаемой на производстве (пример: работа браковщиц)
5. Длительное пассивное наблюдение при ограниченном воздействии на мозг различных производственных сигналов и раздражителей (пример: операторский труд)[11]

### Предрасположенность
Все люди по-разному реагируют на монотонные условия работы. При этом субъективная реакция определяется несколькими индивидуально-психологическими детерминантами. Эта реакция зависит от типа нервной системы, темперамента, установок личности, пола и т. д. В итоге разные люди оказываются в различной степени приспособленными к выполнению монотонной работы, что может быть выявлено в процессе профессионального отбора.
Выделяется несколько групп традиционных предикторов склонности к монотонии:
1. сила и лабильность нервной системы
2. экстраверсия — интроверсия
3. экстернальность — интернальность

Важно отметить, что на практике в изолированном виде данные показатели не являются надежными предикторами склонности к монотонии.
Кроме того обнаруживаются половые различия в скорости формирования монотонии. У женщин в условиях монотонной моторной деятельности состояния монотонии возникает медленнее. Иными словами, женщины более успешно преодолевают состояние монотонии по сравнению с мужчинами.

## Формы монотонии

### Двигательная монотония
Этот тип монотонии возникает при физическом выполнении простых однотипных повторяющихся действий. Главным фактором в данном случае является энергетический. Монотонная работа требует напряжения мышц опорно-двигательного аппарата и соответствующих функций вегетативной нервной системы. А. И. Фукин рассматривает двигательную монотонию на примере конвейерного труда, выделяя значимость нейродинамических качеств человека для устойчивости к монотонии.

### Сенсорная монотония
Второй тип монотонии встречается при нахождении в обедненной внешней среде, то есть недостатке сенсорной стимуляции, её однообразности. Главным фактором, вызывающим сенсорную монотонию, является информационный фактор. В данном случае состояние связано с напряжением центральной нервной системы, сенсорного аппарата и различных психических функций. Может встречаться при любом виде деятельности, но чаще всего характерно для операторского труда.

## Симптомы
Если рассматривать монотонию с психологической точки зрения, то её суть состоит в ослабевании внутренних побудителей деятельности человека (мотивов, интересов, целевой направленности и т. д.), в физиологическом плане при монотонии снижается функциональная активность и работоспособность человека.
Симптомами монотонии являются:
1. Снижение уровня бодрствования, периодическое выпадение в дремотное состояние, сонливость.
2. Плохая дифференциация раздражителей, снижение порогов восприятия.
3. Повышение скорости простых двигательных реакций.
4. Автоматизиция исполняемых навыков, «распад действий» на блоки операций.
5. Гиподинамия.
6. Общая потеря сознательного контроля за окружающим.
7. Резкое сужение поля внимания, необходимость усилий при попытке концентрации.
8. «Отлет» от действительности, фантазии и иллюзии.
9. Непроизвольная актуализация зрительных образов из долговременной памяти.
10. Скука, поиск замещающей активности во внутреннем плане.
11. Сужение круга социальных контактов.[16]

## Последствия
В отличие от простой скуки, монотония предполагает снижение сознательного контроля за исполнением деятельности. Поэтому при выполнении ответственной или травмоопасной работы (операторский труд, вождение автомобиля, конвейерный труд), развитие данного состояния может стать причиной несчастного случая.

## Профилактика монотонии
Профилактика монотонии по В. Г. Асееву включена в рамки профилактики неблагоприятных психических состояний. Автор выделяет основные универсальные пути воздействия в таких случаях: улучшение организации трудового процесса, эстетической и санитарно-гигиенической обстановки, рационализация режимов труда и отдыха, создание благоприятного психологического климата в коллективе. Одним словом, для профилактики возникновения состояния монотонии предлагается в широком смысле изменять условия труда человека.
1. Автоматизация рутинных процессов, то есть использование машинного труда при выполнении наиболее простых и регулярно повторяющихся действий.
2. Смена рабочих заданий, «круговой» конвейер как регулярная смена вида деятельности и комплекса выполняемых операций.
3. Комбинированные графики работ в течение одного рабочего цикла.
4. Обогащение содержания труда (внутренняя насыщенность когнитивными элементами), то есть своего рода усложнение деятельности во избежание монотонии.
5. Динамичная организация рабочего места для обеспечения достаточного объема движений и профилактики гиподинамии.
6. Динамичный интерьер рабочей среды для обеспечения насыщенной сенсорной среды.
7. Внешняя стимуляция для повышения уровня активации, например, использование функциональной музыки.
8. Активизирующие добавки к пище.